# Alejandro Zea
Alejandro Zea (Bogotá; 3 de julio de 1972) es un exfutbolista colombiano que se desempeñó como defensa y volante; jugó en Independiente Santa Fe, Cortuluá, el Deportivo Pereira, Boyacá Chicó y en La Equidad. Además es profesional en administración financiera.

## Trayectoria
Alejandro ingresó a las inferiores de Independiente Santa Fe cuando era un adolescente, y tras hacer el proceso en las escuadras juveniles, debutó con el cuadro cardenal en 1995. 

## Santa Fe
En 1995, Zea debutó como profesional con Independiente Santa Fe jugando contra el América de Cali. Tras su debut, el jugador bogotano tuvo buenas actuaciones vistiendo la camiseta albirroja, haciendo parte de la nómina que llegó a la final de la Copa Conmebol de 1996. Tras 2 años con Santa Fe, luego de 50 partidos jugados y 7 goles anotados; se fue de Bogotá, a jugar en el Cortuluá.

## Cortuluá
En 1998, Zea Triana debutó con el equipo corazón del Valle del Cauca, jugando precisamente contra su exequipo; Independiente Santa Fe, al que le anotó un gol de tiro libre, empezando así de gran manera su etapa en el cuadro tulueño. En Tuluá, el bogotano se afianzó en la nómina titular por un tiempo, siendo así un importante defensa del club.

## Deportivo Pereira, La Equidad y Boyacá Chicó
Después de su paso por el Cortuluá, se fue al Deportivo Pereira, donde estuvo un tiempo, y luego regresó a su ciudad natal, para jugar en La Equidad, donde tuvo buenos partidos y se convirtió en jugador importante, siendo referente del cuadro asegurador. Luego, se fue a jugar al otro equipo joven de la ciudad, cuando fue al Boyacá Chicó, donde también tuvo buenos partidos y fue un jugador importante para el equipo. 

## Vuelta a La Equidad
En el año 2005, Alejandro regresó al equipo asegurador, y bajo la dirección de Faber López, tuvo un buen rendimiento y a final de año decidió retirarse del fútbol profesional tras 10 años de carrera. 

## Clubes
| Club                   | País     | Año       |
| ---------------------- | -------- | --------- |
| Independiente Santa Fe | Colombia | 1996-1998 |
| Cortuluá               | Colombia | N.S. N.R. |
| Deportivo Pereira      | Colombia | N.S. N.R. |
| Boyacá Chicó           | Colombia | N.S. N.R. |
| La Equidad             | Colombia | 2005      |